# Partytrick

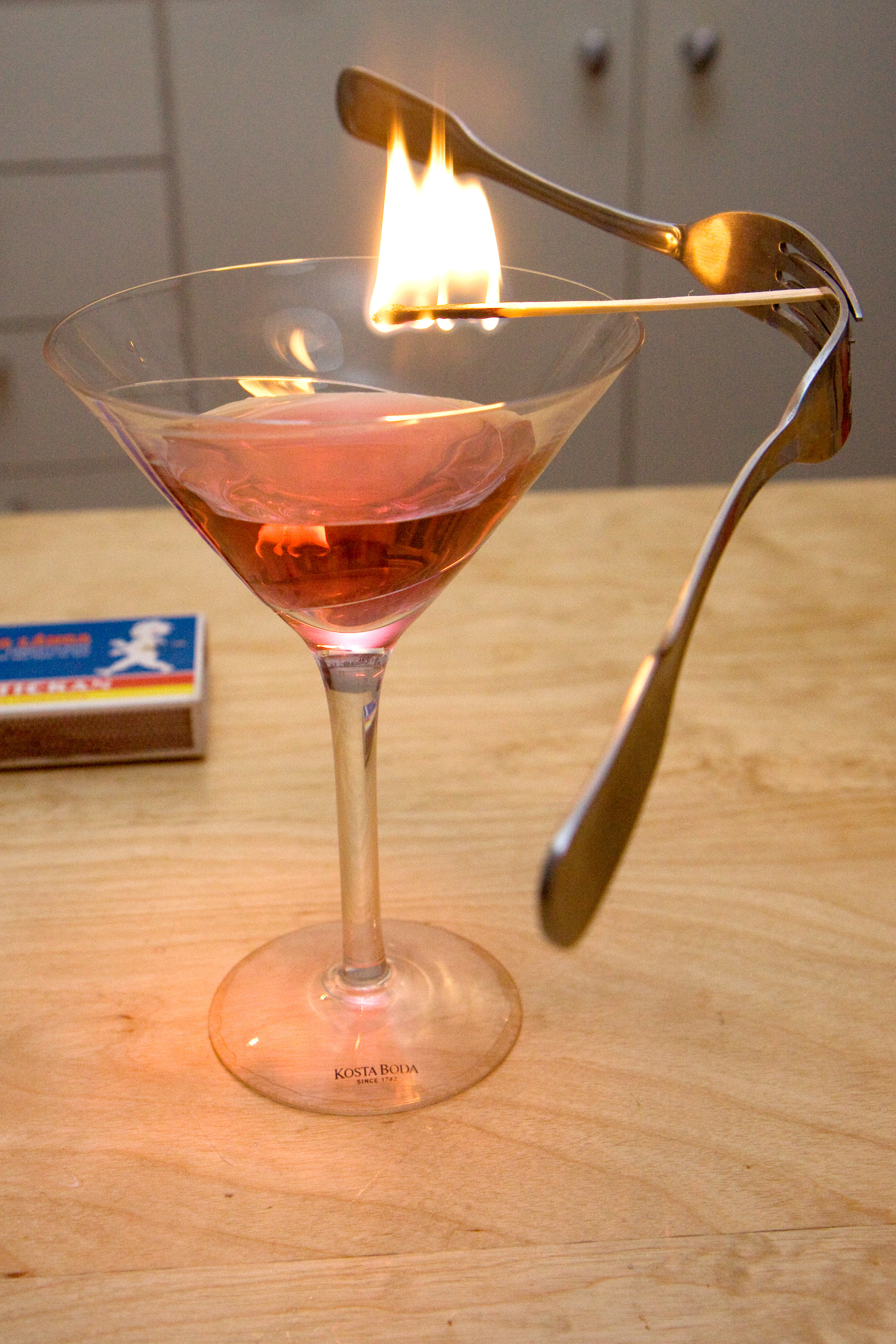
Exempel på partytrick är att sätta ihop två gafflar med en tändsticka och balansera dessa på kanten av ett glas.

Ett partytrick är ett trick som deltagare på en fest kan genomföra med enkla hjälpmedel i syfte att underhålla övriga festdeltagare.
Partytrick kan vara inövade, men bör kunna genomföras utan längre förberedelsetid. Det kan bestå av enklare trolleri eller uppvisning av en personlig förmåga.

## Bildgalleri

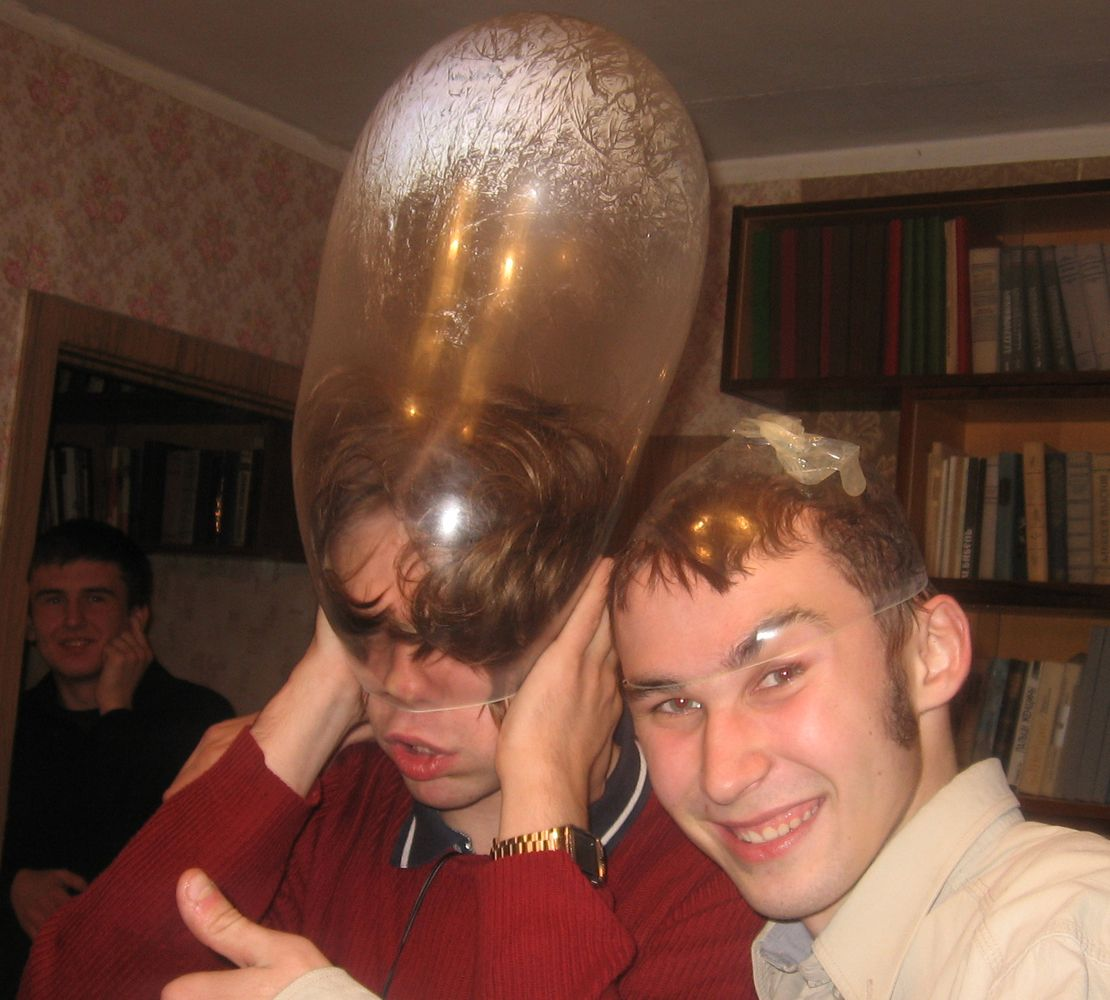
Blåser upp kondom över huvudet med näsan.
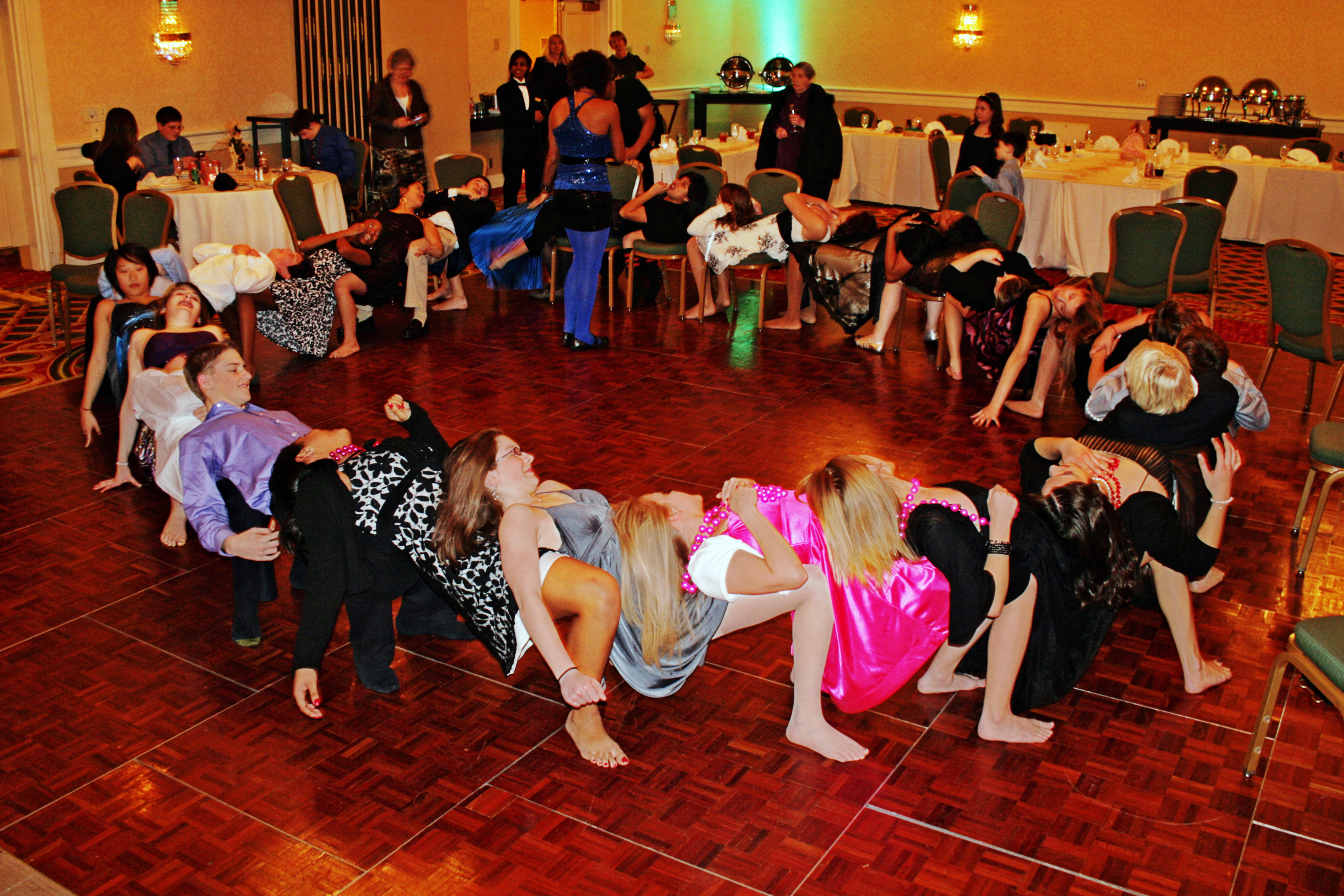
20 personer genomför ett gemensamt partytrick.